# 網路電台
網路電台是經由網際網路來廣播的廣播電台模式。和傳統的廣播電台不同，網路電台不需申請無線電頻率及架設發射設備，只需架設伺服器依靠網際網路來廣播。有不少傳統的廣播電台為增加收聽率，也會架設網路電台同步播出。通常在網路上廣播是使用串流媒體技術來實行的。
因為廣播訊息是透過網際網路來傳遞的，基本上人们可以在世界任何地方收聽世界上任一網路電台的廣播（如果架設者不作鎖區），這項特性使得它受到了旅居國外人士、以及不被主流媒體關注其興趣的人們喜愛，加上架設門檻低，網路電台的節目類型能比傳統的廣播電台更加多元。

## 技術

### P2P 技術
香港的MyRadio和商業電台在2008年以點對點技術 (P2P) 進行網路廣播。

## 公司政策
許多工作場所禁止員工使用網路電台，以保留其網路頻寬。

## 免費網路電台串流軟體
免費的開台軟件有Jetcast。